# Blackjack
Il blackjack (in italiano chiamato anche ventuno) è un gioco d'azzardo di carte che si svolge tra il banco, rappresentato dal casinò, e i giocatori. Vincono i giocatori che realizzano un punteggio più alto del banco e non superiore a 21.

## Storia
Il blackjack è uno dei giochi di casinò più famosi e diffusi al mondo, le prime tracce di un gioco di carte simile al blackjack moderno arrivano dalla Francia del XVII secolo, con il nome di Vingt-et-un (ossia "ventuno")
Una volta approdato negli Stati Uniti, quando nel 1931 il Nevada liberalizza il gioco d'azzardo,  il gioco del ventuno venne denominato "black jack" (fante nero) con l'introduzione di una variante: qualora il giocatore facesse 21 con un asso e un fante di picche, veniva pagato con un bonus di dieci volte la posta. Anche se attualmente il bonus è stato abolito, il nome comunque è rimasto.

## Le carte
Per il gioco del blackjack viene usato un sabot formato da 2 a 6 mazzi di carte francesi, per un totale da 104 a 312 carte; vengono comunque fabbricate apposite carte per questo gioco, nelle quali, rispetto alle più tradizionali carte francesi, gli indici sono soltanto due (uno solo per ogni lato orizzontale) e stampati in caratteri più grossi del normale, con al centro di ciascuna carta un rettangolo verticale entro cui è collocata o la figura o il seme di ogni valore numerico. Inoltre per il gioco serve anche un apposito tappeto verde con i riquadri stampati a forma di carte e una casella rettangolare per collocarvi le puntate e l'eventuale assicurazione di ciascun giocatore. Nel gioco l'asso può valere 11, o 1, le figure valgono 10, mentre le altre carte da gioco valgono il loro valore nominale. I semi non hanno alcuna influenza, o valore. La somma dei punti, al fine del calcolo del punteggio, avviene per semplice calcolo aritmetico.

## Svolgimento del gioco
Una volta che i giocatori hanno fatto la loro puntata, il banchiere procedendo da sinistra verso destra assegna a ciascuno dei giocatori una carta nascosta (il retro) in ogni postazione giocata, assegnando l'ultima al banco. Effettua poi un secondo giro di carte scoperte, senza però attribuirne una a se stesso. Avvenuta la distribuzione, il mazziere (in inglese dealer) legge in ordine il punteggio di ciascun giocatore invitandoli a manifestare il loro gioco: essi potranno chiedere carta o stare, a loro discrezione. Se un giocatore supera il 21 perde e il mazziere incasserà la puntata. Una volta che i giocatori hanno definito i loro punteggi il mazziere sviluppa il suo gioco seguendo la "regola del banco": egli deve tirare carta con un punteggio inferiore a 17. Una volta ottenuto o superato 17 si deve fermare. Se oltrepassa il 21 il banco "sballa" e deve pagare tutte le puntate rimaste sul tavolo. Una volta definiti tutti i punteggi, il mazziere confronta il proprio con quello degli altri giocatori, paga le combinazioni superiori alla sua, ritira quelle inferiori e lascia quelle in parità. Il pagamento delle puntate vincenti è alla pari. 

### Il black jack
Il giocatore che fa 21 con le prime carte assegnategli dal mazziere (cioè riceve un asso e una figura o un 10) forma il cosiddetto "black jack" e ha diritto al pagamento di 3 a 2 (una volta e mezzo la posta) o in alcuni casi di 6 a 5 ; se anche il mazziere realizza il black jack, la mano è considerata alla pari.

### Il raddoppio della puntata (double down)
I giocatori hanno una particolare opzione di giocata: se con le prime due carte hanno realizzato da 9 a 11 punti, possono raddoppiare la puntata al momento della chiamata ma impegnandosi a chiedere una sola carta, e dopo aver ricevuto questa carta il giocatore è obbligato a fermarsi.

### La divisione (split)
Se nella prima distribuzione il giocatore riceve due carte dello stesso valore può effettuare lo split e cioè:
- separare le due carte e aggiungere un'uguale puntata sulla seconda;
- proseguire il gioco come se il giocatore avesse due prime carte;
- aggiungere una carta su ciascuna carta separata.

Nel caso di due assi il gioco doppio è consentito ma con diritto a una sola chiamata.

### Strategia per lo split
Un buon giocatore di blackjack potrà all'occorrenza "splittare" i quattro e i cinque ma mai dovrebbe azzardare lo split di due figure.

### L'assicurazione (insurance)
Quando il mazziere si serve un Asso come carta scoperta, vi è la possibilità che faccia Black Jack con la seconda carta, quindi i giocatori possono ricorrere all'Assicurazione. La posta dell'Assicurazione equivale alla metà della puntata di base (quella sulla casella, per esempio: se il giocatore ha puntato 100 l'Assicurazione vale 50). Nel caso il banco realizzi Black Jack il giocatore perderà tutta la puntata iniziale, ma verrà risarcito con il doppio del valore dell'assicurazione (2:1): in pratica è come se la mano si concludesse con un "pari". Nel caso il banco non realizzi un Black Jack l'assicurazione viene comunque persa indipendentemente dal risultato della mano.

## Le diverse versioni
Nell'ambito del Blackjack, la distribuzione delle carte può variare a seconda della località. In Europa, ad esempio, si scoprono due carte per ciascun giocatore, mentre il banco ne scopre soltanto una. Negli Stati Uniti, invece, il banco riceve un'altra carta oltre a quella già scoperta, ma questa rimane coperta.
In alcuni casinò, è possibile "splittare", ovvero separare, le carte di uguale valore fino a tre volte, con l'eccezione degli assi che possono essere separati solamente una volta. Dopo lo split, in molti luoghi è consentito raddoppiare la puntata, sebbene non ovunque. Generalmente, non è permesso raddoppiare le mani soft, ossia quelle formate da un asso e una carta che non sia una figura. Tuttavia, ci sono casinò che concedono il raddoppio con qualsiasi combinazione iniziale.
Esistono diverse varianti di Blackjack, tra cui: il Classico, l'Europeo, lo Spagnolo 21, il Vegas Strip, l'Atlantic City, il Blackjack Switch e il Multi-mano
Oltre alle versioni tradizionali, esistono varianti di Blackjack progettate per essere giocate tra tutti i partecipanti, dove il ruolo del mazziere ruota tra i giocatori. Tuttavia, all'interno dei casinò, il ruolo del mazziere è svolto esclusivamente dal personale della casa da gioco.

## Strategia
La strategia del gioco varia a seconda delle regole locali e del numero dei mazzi usati, le probabilità di vincita vengono influenzate dal numero di mazzi, quindi un minor numero di mazzi avvantaggia il giocatore.
Al di là della scelta se partecipare o meno al gioco, e alla posta puntata nella singola mano e alla possibilità di raddoppiare la posta, l'unica scelta lasciata al giocatore è quella di stabilire se chiedere un'altra carta (e, se le prime due carte sono uguali, di effettuare uno split, cioè di dividere la propria mano in due).
Il banco è fortemente avvantaggiato perché è l'ultimo a parlare, cioè attende la decisione del giocatore prima.

### Strategia base
Per effettuare i calcoli delle probabilità nelle varie situazioni sono stati utilizzati anche alcuni dei primi computer a disposizione delle università. In particolare al MIT sono stati realizzati parecchi studi in questo campo.  In base a questi calcoli risulta ora possibile, basandosi soltanto sulle carte che si hanno in mano sapere quali sono le probabilità che esca ogni tipo di carta. Basandosi su tali probabilità, è stata calcolata una regola (strategia base) che stabilisce quale sia la decisione migliore da effettuare nelle varie circostanze.
| Mano del giocatore | Carta scoperta del Banco | Carta scoperta del Banco | Carta scoperta del Banco | Carta scoperta del Banco | Carta scoperta del Banco | Carta scoperta del Banco | Carta scoperta del Banco | Carta scoperta del Banco | Carta scoperta del Banco | Carta scoperta del Banco |
| ------------------ | ------------------------ | ------------------------ | ------------------------ | ------------------------ | ------------------------ | ------------------------ | ------------------------ | ------------------------ | ------------------------ | ------------------------ |
| Mano del giocatore | 2                        | 3                        | 4                        | 5                        | 6                        | 7                        | 8                        | 9                        | 10                       | A                        |
| Totali hard        |                          |                          |                          |                          |                          |                          |                          |                          |                          |                          |
| 17-20              | S                        | S                        | S                        | S                        | S                        | S                        | S                        | S                        | S                        | S                        |
| 16                 | S                        | S                        | S                        | S                        | S                        | H                        | H                        | SU                       | SU                       | SU                       |
| 15                 | S                        | S                        | S                        | S                        | S                        | H                        | H                        | H                        | SU                       | H                        |
| 13-14              | S                        | S                        | S                        | S                        | S                        | H                        | H                        | H                        | H                        | H                        |
| 12                 | H                        | H                        | S                        | S                        | S                        | H                        | H                        | H                        | H                        | H                        |
| 11                 | Dh                       | Dh                       | Dh                       | Dh                       | Dh                       | Dh                       | Dh                       | Dh                       | Dh                       | H                        |
| 10                 | Dh                       | Dh                       | Dh                       | Dh                       | Dh                       | Dh                       | Dh                       | Dh                       | H                        | H                        |
| 9                  | H                        | Dh                       | Dh                       | Dh                       | Dh                       | H                        | H                        | H                        | H                        | H                        |
| 5-8                | H                        | H                        | H                        | H                        | H                        | H                        | H                        | H                        | H                        | H                        |
| Totali soft        |                          |                          |                          |                          |                          |                          |                          |                          |                          |                          |
|                    | 2                        | 3                        | 4                        | 5                        | 6                        | 7                        | 8                        | 9                        | 10                       | A                        |
| A,8 A,9            | S                        | S                        | S                        | S                        | S                        | S                        | S                        | S                        | S                        | S                        |
| A,7                | S                        | Ds                       | Ds                       | Ds                       | Ds                       | S                        | S                        | H                        | H                        | H                        |
| A,6                | H                        | Dh                       | Dh                       | Dh                       | Dh                       | H                        | H                        | H                        | H                        | H                        |
| A,4 A,5            | H                        | H                        | Dh                       | Dh                       | Dh                       | H                        | H                        | H                        | H                        | H                        |
| A,2 A,3            | H                        | H                        | H                        | Dh                       | Dh                       | H                        | H                        | H                        | H                        | H                        |
| Coppie             |                          |                          |                          |                          |                          |                          |                          |                          |                          |                          |
|                    | 2                        | 3                        | 4                        | 5                        | 6                        | 7                        | 8                        | 9                        | 10                       | A                        |
| A,A                | SP                       | SP                       | SP                       | SP                       | SP                       | SP                       | SP                       | SP                       | SP                       | SP                       |
| 10,10              | S                        | S                        | S                        | S                        | S                        | S                        | S                        | S                        | S                        | S                        |
| 9,9                | SP                       | SP                       | SP                       | SP                       | SP                       | S                        | SP                       | SP                       | S                        | S                        |
| 8,8                | SP                       | SP                       | SP                       | SP                       | SP                       | SP                       | SP                       | SP                       | SP                       | SP                       |
| 7,7                | SP                       | SP                       | SP                       | SP                       | SP                       | SP                       | H                        | H                        | H                        | H                        |
| 6,6                | SP                       | SP                       | SP                       | SP                       | SP                       | H                        | H                        | H                        | H                        | H                        |
| 5,5                | Dh                       | Dh                       | Dh                       | Dh                       | Dh                       | Dh                       | Dh                       | Dh                       | H                        | H                        |
| 4,4                | H                        | H                        | H                        | SP                       | SP                       | H                        | H                        | H                        | H                        | H                        |
| 2,2 3,3            | SP                       | SP                       | SP                       | SP                       | SP                       | SP                       | H                        | H                        | H                        | H                        |

Legenda:
S = Stand (Stare)
H = Hit (Carta)
Dh = Double (Raddoppio. Se non permesso, chiedere carta)
Ds = Double (Raddoppio. Se non permesso, stare)
SP = Split (Divisione)
SU = Surrender (Resa. Se non permessa, chiedere carta)
Questa strategia si applica con 3 o più mazzi di carte, il banco sta sui 17 soft, raddoppio su tutte le coppie, raddoppio dopo la suddivisione consentito e blackjack che paga 3:2.

### Contare le carte
Il conteggio delle carte si basa soltanto sulle carte in gioco in quel momento. Tuttavia è possibile sviluppare un'ulteriore strategia dovuta al fatto che il numero di carte presenti al tavolo da gioco (cioè il numero dei mazzi utilizzati) è fisso e al fatto che le carte vengono mescolate soltanto all'inizio del gioco e si continua a giocare tra una mano e l'altra senza rimescolare le carte, ma continuando a utilizzare le carte rimanenti nel mazzo. Le carte vengono rimescolate soltanto quando si raggiunge il cartoncino divisorio che di solito è posto intorno alla metà del sabot. Tale carta divisoria determina la percentuale di penetrazione del mazzo, cioè il numero di carte che verranno distribuite (rispetto alla totalità presente nei mazzi) prima che abbia luogo la mischiata. Più tale percentuale è alta e maggiori saranno i vantaggi per il giocatore.
Risulta pertanto possibile, anche se particolarmente difficile, ricordarsi quali carte sono già uscite e sapere quindi quali rimangono nel mazzo. L'alto numero delle carte utilizzate rende difficile ricordare individualmente le singole carte; risulta però possibile (anche se rimane difficile) ricordare se dal mazzo sono uscite più carte di basso valore che carte di alto valore e di conseguenza calcolare la probabilità che dal mazzo venga pescata una carta di valore alto o basso. Tale tecnica viene indicata con il nome di contare le carte.
Una situazione con un mazzo di carte con più carte alte che basse è favorevole al giocatore e sfavorevole al banco (perché aumenta la probabilità del banco di superare il 21, dal momento che il banco agisce in modo fisso, che consiste nel continuare a prendere un'ulteriore carta finché non arriva a 17, e per altri motivi). Questa difficile tecnica permette pertanto di conoscere quale sia il momento più propizio per effettuare puntate più alte.
Ken Uston fu un famoso giocatore statunitense di blackjack che utilizzò con grande successo questa tecnica.

## Opere dedicate
Il film 21 del 2008 si basa sullo sfruttamento del conto delle carte per ottenere vincite sicure. Altri film sul blackjack includono Black Jack (1986), Rain Man - L'uomo della pioggia (1988), The Gambler (2014).
I principali videogiochi: Blackjack (1977, uno dei titoli di lancio dell'Atari 2600) Blackjack Academy (1987), V.I.P. Casino: Blackjack (2008, uno dei titoli di lancio del WiiWare).
Nella storia a fumetti di Mister No Makakaraua (giugno - agosto 1985, numeri 121, 122, 123) Mister No perde ripetutamente a blackjack (definito in questo caso "Black Jack") contro un prete esperto nell'arte di barare.
Nel film interpretato da Jason Statham, "Joker - Wild Card", il protagonista riesce a vincere mezzo milione di dollari ma ripuntandoli li perde.
Nei videogiochi Red Dead Redemption e Red Dead Redemption II è possibile giocare a blackjack nei vari saloon, presenti nell'immenso mondo di gioco.
Nella vita reale, i noti Youtuber Italiani Jakidale, Andrea Muzii e Hyde hanno cercato di battere il banco grazie la memoria e il conteggio delle carte, finendo per essere cacciati, e di conseguenza banditi da quel casinò.